# Vụ đánh bom Los Angeles Times
Vụ đánh bom Los Angeles Times là động lực có chủ đích của Tòa nhà Los Angeles Times ở Los Angeles, California, vào ngày 1 tháng 10 năm 1910, bởi một thành viên của Hiệp hội Công nhân Cầu sắt và Kết cấu Quốc tế. Vụ nổ bắt đầu một vụ hỏa hoạn khiến 21 nhân viên báo chí thiệt mạng và 100 người khác bị thương. Nó được gọi là "tội ác của thế kỷ" bởi Times.
Anh em John J. ("J.J.") và James B. ("J.B.") McNamara đã bị bắt vào tháng 4 năm 1911 vì vụ đánh bom. Thử nghiệm của cause célèbre họ đã trở thành một nguyên nhân cho phong trào lao động Mỹ. J.B. thừa nhận đã thiết lập chất nổ, và bị kết án và kết án chung thân. J.J. đã bị kết án 15 năm tù vì đánh bom một nhà máy sản xuất sắt tại địa phương, và trở lại công đoàn Iron Work với tư cách là một nhà tổ chức.